# Мазинг, Ирина Евгеньевна
Ири́на Евге́ньевна Ма́зинг (17 апреля (27 апреля) 1910 — декабрь 1994) — советская и российская актриса. Заслуженная артистка РСФСР (1970).

## Биография
Окончила Театральную студию имени Ермоловой (1930). В 1930—1941 играла в Московском Театре юного зрителя, в 1941—1949 — в Новосибирском ТЮЗе, в 1949—1952 — в Кинешемском драматическом театре. Наиболее известна многолетней работой в Государственном центральном театре кукол (1953—1989), принимала участие в телевизионных спектаклях «Необыкновенный концерт» (1972), «Волшебная лампа Аладдина» (1974), «Ноев ковчег» (1976).
Озвучила заглавного персонажа в мультипликационном фильме «Шапокляк» (1974). Также её голосом говорили персонажи мультфильмов и радиоспектаклей: «Лимпопо» (1939), «Краса ненаглядная» (1958), «Незнайка-Путешественник» (1961), «Сказка о старом кедре» (1963), «Красная Шапочка» (1964), «Волшебник Изумрудного города» (1965), «Знаменитый утёнок Тим» (1965), «Василиса Прекрасная» (1968), «Всё наоборот» (1974) и др.

### В. В. Рябов о И. Е. Мазинг
Персонажи Мазинг прежде всего увлекают своей речью, увлекают настолько, что в звучании голоса кукла, если так можно выразиться, «сгорает». Её неживая материя на ваших глазах исчезает, бутафорское тело одухотворяется голосом. То это щебечущий голос молоденькой кокетки Анаис («Соломенная шляпка»), то смешной надтреснутый голос Бабы-яги («Царевна-лягушка»), то проникающий в сердце голосок Пети Зубова («Сказка о потерянном времени»), то задумчивое сопрано девушки Хэппи Блонд («Под шорох твоих ресниц»). Мастерство голосовой трансформации, музыкальность… дают ей возможность очень чётко ощущать эксцентрическую природу куклы… В театре кукол обнаружилась склонность актрисы к гротеску. Именно это обстоятельство натолкнуло С. Образцова на мысль поручить ей мужскую роль Создателя в «Ноевом ковчеге» Штока… Создатель Мазинг — смешон и в то же время вызывает сочувствие не только потому, что его без конца обманывают Дьявол и Архангел, но и всем своим видом растерявшегося, жалкого, а в общем-то добренького старикашки.

## Роли
- «Сказка о потерянном времени» — Петя Зубов.
- «Под шорох твоих ресниц» — Хэппи Блонд.
- «Царевна-Лягушка» — Баба-яга.
- «Тигрик-Петрик» — Тигрик.
- «Дон Жуан» — Японка; переводчица.
- «Конек-Горбунок» — Иван.
- «И-го-го» — Ведьма; бес взаимного тяготения (БВТ).
- «Ноев ковчег» — Иафет; Создатель.
- «Кот в сапогах» — Кот.
- «Соломенная шляпка» — Анаис.
- «Необыкновенный концерт» — Солистка оперетты; юное дарование.

## Работа в радиотеатре и озвучивании

### Радиоспектакли
1. «Красная Шапочка» — Бабушка
2. «Василиса Прекрасная» — Баба Яга
3. «Незнайка-Путешественник» — Незнайка
4. «Чебурашка и Крокодил Гена» — Старуха Шапокляк, Телефонистка
5. «Волшебник Изумрудного города» — Тотошка, Бастинда

### Озвучивание мультфильмов
- 1939 — «Лимпопо»
- 1956 — «Небесное созданье»
- 1957 — «В одной столовой»
- 1958 — «Краса ненаглядная» — Баба Яга
- 1960 — «Конец Чёрной топи» — Баба Яга
- 1963 — «Сказка о старом кедре» — Сучок
- 1974 — «Всё наоборот» — Ослик
- 1974 — «Шапокляк» — Шапокляк.

### Роли в кино
- 1956 — Небесное созданье (анимационный) — кукловод.
- 1972 — Необыкновенный концерт (фильм-спектакль) — кукловод.
- 1974 — Волшебная лампа Аладдина (фильм-спектакль) — мать Аладдина.
- 1975 — Наша Чукоккала (фильм-спектакль) — кукловод.
- 1976 — Ноев ковчег (фильм-спектакль) — Иафет.
- 1981 — 50 лет театру кукол Сергея Образцова (фильм-спектакль).